# 新市区街道 (乌苏市)
新市区街道，是中华人民共和国新疆维吾尔自治区塔城地区乌苏市下辖的一个乡镇级行政单位。

## 行政区划
新市区街道下辖以下地区：
工业区社区。